# Liebhaber für fünf Tage
Liebhaber für fünf Tage (Originaltitel: L’Amant de cinq jours) ist ein französischer Film aus dem Jahre 1961. Regie führte Philippe de Broca.

## Handlung
Claire lebt mit ihrem Mann Georges, einem Archivar, und ihren zwei Kindern in Paris. Über ihre Freundin Madeleine lernt sie den Junggesellen Antoine kennen, der als Versicherungsvertreter arbeitet und ein luxuriöses Leben führt. Die beiden kommen sich näher. Auf einer Party, zu der auch Madeleine, Antoine und Georges kommen, merkt Claire, dass sie die Beziehung zu ihrem Liebhaber beenden und zu ihrem Mann zurückkehren möchte.
Dieser möchte weiterhin mit ihr verheiratet sein, gibt ihr aber die Freiheit, alleine am Pariser Nachtleben teilzunehmen.

## Kritik
„Leichte Komödie, die ihren Sinn für Witz und Charme in vielen liebevollen Details verrät.“